# St. Marien (Sonnefeld)

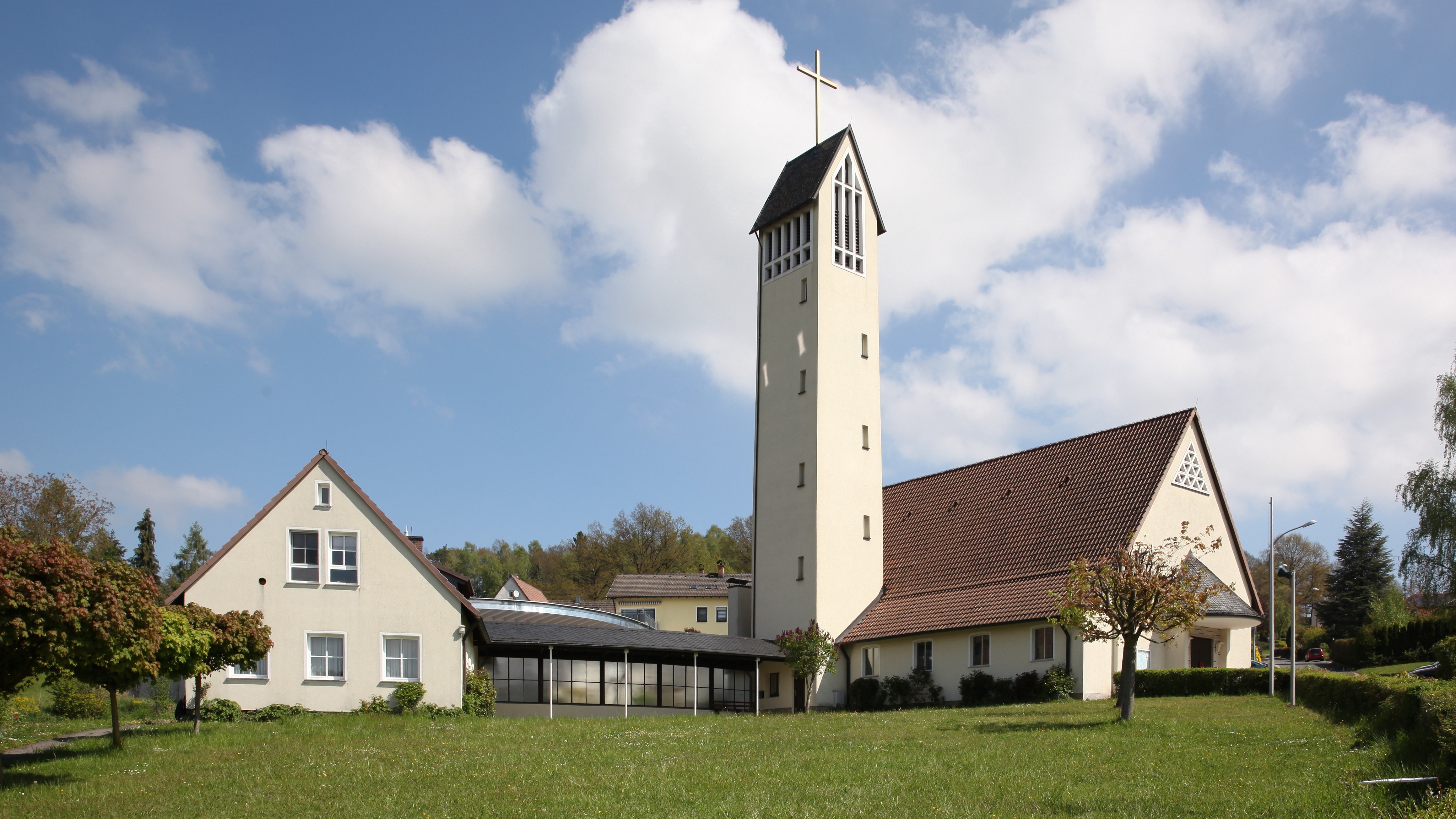
St. Marien in Sonnefeld

Die römisch-katholische Kirche St. Marien in der oberfränkischen Gemeinde Sonnefeld im Landkreis Coburg wurde 1957 geweiht und 2018 unter Denkmalschutz gestellt. Es ist eine Filialkirche der Pfarrei Ebersdorf.

## Geschichte
Im Jahr 1933 lebten zwei katholische Familien in Sonnefeld. Am 22. April 1933 fand im Haus der Familie Huber mit neun Teilnehmern die erste Heilige Messe seit der Einführung der Reformation statt. Als Folge von Schikanen durch die Polizei wurden die Gottesdienste 1939 eingestellt. Nach dem Zweiten Weltkrieg feierten am 1. September 1946 rund 200 Personen im Refektorium des ehemaligen Klosters wieder eine Heilige Messe. Mit den Flüchtlingen und Heimatvertriebenen, die nach Sonnefeld kamen, war die Anzahl der Katholiken auf etwa 600 Menschen gestiegen, was damals etwa einem Viertel der Einwohner entsprach. Dadurch wuchs der Wunsch nach einer eigenen Kirche und ein Kirchenbauverein wurde gegründet. Der Ebersdorfer Pfarrer Stelzer konnte den Kauf eines Bauplatzes am südlichen Sonnefelder Ortsrand in Richtung Weidhausen in die Wege leiten. Dies ermöglichte auch die Katholiken aus dem benachbarten Weidhausen mit einzubinden. Den Entwurf erstellte der Coburger Architekt Josef Rauschen. Die Grundsteinlegung für das Gotteshaus war am 1. Juli 1956 durch den Bamberger Prälat Heinrich Rauh. Am 6. Oktober 1957 konsekrierte Erzbischof Josef Schneider die Kirche zu Ehren Mariens und der Heiligen Hedwig. In den Jahren 1993 bis 1995 wurde das Gotteshaus grundsaniert. Unter anderem wegen der Buntglasfenster im Chorraum und wegen des einfachen Baumaterials der Nachkriegszeit wurde das Kirchengebäude 2018 unter Denkmalschutz gestellt.

## Beschreibung
Die Kirche ist ein genordeter einschiffiger Satteldachbau. An der Westseite angeordnet steht der satteldachgedeckte, sich nach oben verjüngende, 20 Meter hohe Kirchturm in dem vier Bronzeglocken hängen. Der Kircheneingang hat ein auskragendes Vordach, als halber Kegel gestaltet. Darüber ist ein buntes Dreiecksfenster im Firstgiebel angeordnet und dahinter die Orgelempore. In der Vorhalle befindet sich ein holzgeschnitztes Bild des Heiligen Antonius von Padua aus den Kunstwerkstätten Zwick in Oberammergau.
Die nördliche Giebelwand hinter dem Altar zeigt Motive aus dem Rosenkranz auf fünf in Glas aufgeteilten Flächen. Die Glasfenster entstanden nach einem Entwurf von Adelbert Bringmann bei der Coburger Kunstglaserei Bringmann und Schmidt. Die Madonna des Marienaltars im Seitenschiff schnitzte der Sonnefelder Künstler Norbert Köhn. In den 1990er Jahren entstanden neue Fenster im Kirchenschiff, Werke der Bamberger Künstlerin Angelika Turban. Die 1973 aufgestellte und 2008 sanierte Orgel hat 14 Register und 1016 Pfeifen.